# Autoroute en flux libre

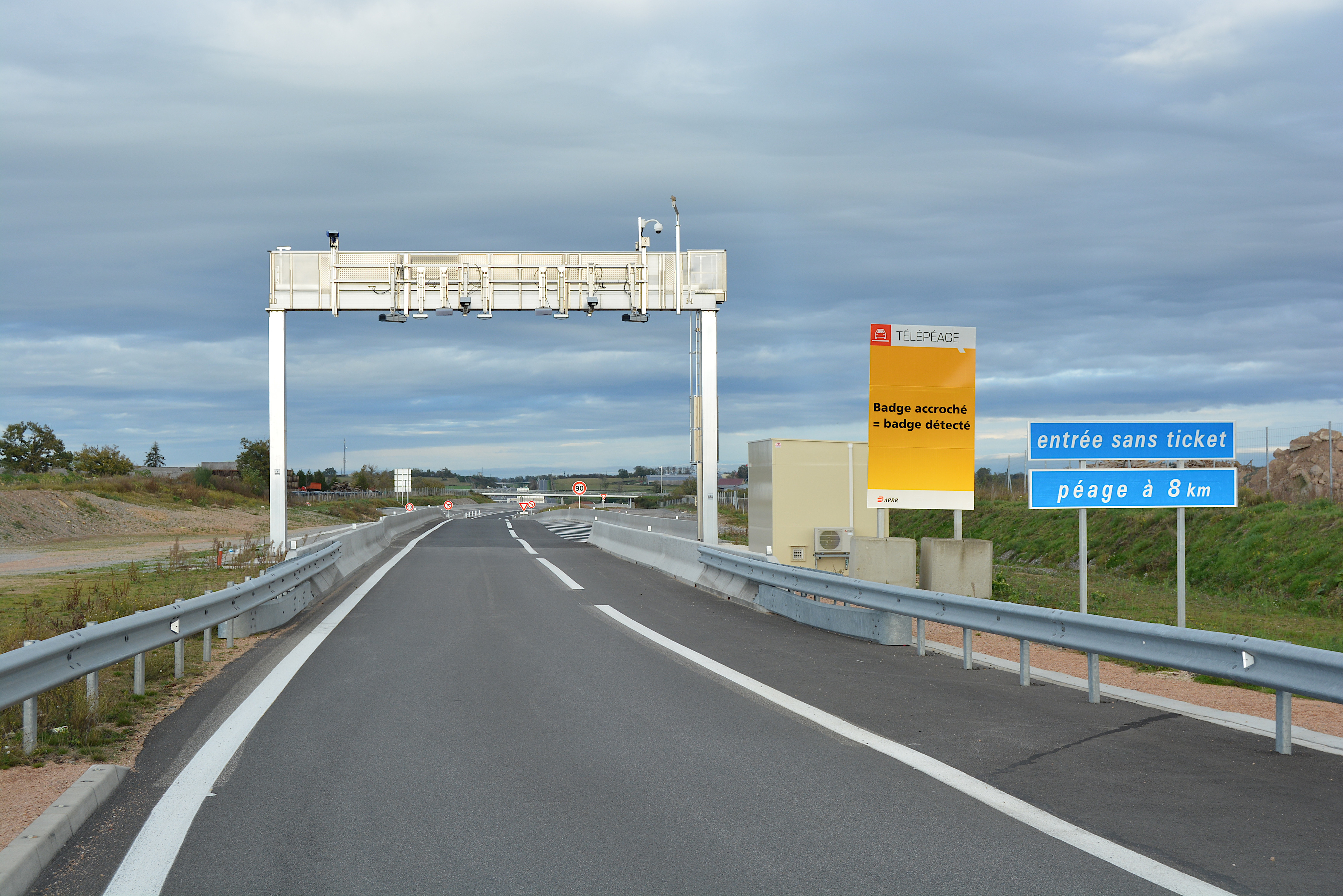
Entrée de l'autoroute A79 avec portique de télépéage.

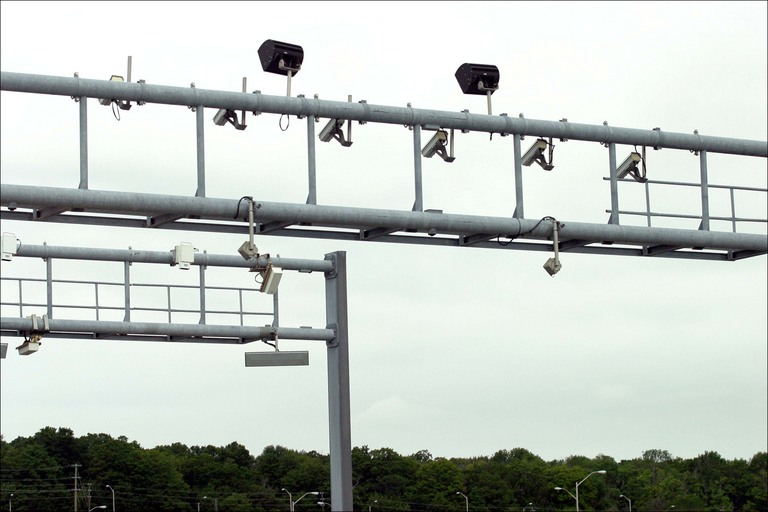
Portique de télépéage en Ontario.

L'autoroute en flux libre, ou « free-flow », est une autoroute sans barrières de péage, où le passage des véhicules est enregistré par des détecteurs et des caméras.

## Principe
Une autoroute en flux libre, ou free-flow, est une autoroute sans barrières de péage, donc sans nécessité de s'arrêter pour payer. Des portiques sont installés au-dessus des voies de circulation des autoroutes et équipés de capteurs capables de détecter des badges de télépéage, ainsi que de caméras permettant la reconnaissance des plaques d'immatriculation des véhicules,,. Les caméras, à infra-rouge, permettent d'identifier les véhicules quel que soit le contexte météorologique.
Selon le magazine Auto Plus, les autoroutes en flux libre permettent de fluidifier le trafic, de diminuer le risque d'embouteillage, et de réduire la pollution. De plus, elles évitent de payer plusieurs fois : le paiement concerne l’intégralité du voyage.

## Paiement
Si les conducteurs sont équipés d'un badge et d'un abonnement de télépéage, le paiement s'effectue comme pour une autoroute normale, avec débit automatique sur le compte bancaire,. Lorsque le paiement repose sur l'identification de la plaque d’immatriculation, les sociétés d'autoroutes françaises, Eiffage, Sanef et Vinci, proposent diverses modalités : paiement sur internet dans un délai de 72 heures ou 10 jours selon le concessionnaire, paiement dans les bureaux de tabac ou sur des bornes installées sur les aires de repos, possibilité d'associer à une plaque d'immatriculation une carte de paiement,, possibilité de signaler à l'avance sur internet un trajet, etc. Eiffage déclare par ailleurs que les tarifs sont différents selon le type de véhicule et le niveau d'émissions de CO2.

## En France
En 2018, le gouvernement français envisage la suppression des péages, remplacés par des détecteurs, afin de diminuer bouchons et pollution.
En 2019, la Loi d'orientation des mobilités encourage les sociétés d'autoroute à passer au paiement en « flux libre »,, et prévoit un système de sanctions pour dissuader les conducteurs de frauder,.
À partir de mars 2019, Sanef expérimente le système sur l'A4 après avoir installé deux portiques équipés de détecteurs et caméras remplaçant le péage de Boulay-Moselle,,. Malgré des plaintes pour dysfonctionnement, notamment pour amendes injustifiées, la société estime que le système est fiable à plus de 99%,.
Fin 2021, Sanef annonce qu'elle investit 120 millions d'euros pour transformer les 210 km d’autoroutes Paris-Normandie (A13 et A14) en flux libre. La société financera un quart de cet investissement par une hausse tarifaire de 0,22% à partir de février 2022. Quatorze péages seront supprimés. La haute autorité de régulation des transports évalue le gain annuel pour les conducteurs à 114 millions d’euros en économie de carburant,,.
En juillet 2022, Eiffage, via son concessionnaire APRR et sa filiale Aliae, ouvre un premier tronçon d'autoroute en flux libre sur l’A79, situé dans l’Allier, sur une longueur de 30 km dans un premier temps, avec le projet d'une mise en service sur 88 km en octobre 2022,. Selon une responsable d'Aliae, cela « préfigure ce que vont être les autoroutes d'ici cinq à dix ans ».
En fin d'année 2022, le concessionnaire de la future autoroute A69 Atosca annonce que l'autoroute entre Toulouse et Castres utilisera le principe du flux libre,.
En 2023, des portiques de flux libre sont installés sur l'autoroute A14.
En décembre 2024, l'autoroute A13 passe à son tour au péage en flux libre.

## Autres pays
Les autoroutes en flux libre existent dans de nombreux pays, notamment en Italie, au Portugal, en Espagne, en Norvège, en Suède, en Irlande, en Angleterre, aux États-Unis, au Chili, en Afrique du Sud, etc.,